# 宝鏡寺薬師堂
宝鏡寺薬師堂（ほうきょうじやくしどう）は、日本の仏堂。別名、沢戸のお薬師さん。山梨県大月市七保町林にある。山号は雲沢山。山梨県指定文化財。個人蔵。

## 沿革
16世紀初め（室町時代）の創建と考えられ、現在の建築は江戸時代の享和4年（1804年）に同じ場所にその平面形式を踏襲して再建されたもの。
平成21年12月から県と市の補助金を得て保存修理工事に着手し3年の歳月をかけ平成24年12月工事が完了した。

## 仏像
堂内には木造薬師如来、日光菩薩、月光菩薩、十二神将等の多数の仏像が安置されている。

## 文化財

### 山梨県指定有形文化財
- 薬師堂 納札1枚、棟札2枚、祈祷札4枚（2000年10月12日に指定）[2]

### 大月市指定文化財
- 木造薬師如来立像、昭和44年8月8日指定。
- 十二神将立像、平成10年11月10日指定。
- 木造馬頭観音立像、平成10年11月10日指定。
- 仁王像、平成13年2月26日指定。

## 仁王門
平成13年2月26日に前記の仁王像とともに大月市指定文化財（建造物）となる。